# Monumento natural Cueva Navenakhevi
El monumento natural cueva Navenakhevi (en georgiano: ნავენახევის მღვიმე) es una cueva kárstica cerca del pueblo del mismo nombre en el municipio de Terjola, región de Imericia, Georgia occidental, a 235 m sobre el nivel del mar. En 2017, fue remodelada para ser utilizada como atracción turística.

## Morfología
Navenakhevi es una cueva tallada en el macizo kárstico de Okriba, en piedra caliza del Cretácico. Tiene dos niveles y cuatro grandes salas con una altura total de 250 m. La entrada, con una altura de 0,6 m y un ancho de 2 m, se abre en el fondo de la caverna endurecida. La cueva se divide en dos partes a 30 metros de la entrada. El segundo piso está conectado al salón principal con pequeños escalones. Un gran salón en el segundo piso tiene 15 m de altura. Está naturalmente decorada con estalagmitas y estalactitas de diversas formas. Abundante material de escombros y losas de arcilla están presentes en toda la cueva y sus formaciones de ramas óseas están bien conservadas. A la salida de la cueva está pegada una estalactita de 7 metros de espesor.

## Fauna
Entre las especies que habita la cueva se incluyen: Metaphorura, Coecobrya, Lepidocyrtus, Folsomia, Achipteria, Conchogneta, Sphaerozetes, Chamobates, Belba, Minunthozetes, Phauloppia, Pantelozetes, Eupelops, Pseudotyphlopasilia y Tectocepheus.